# Бекулешть (Олт)
Бекулешть, Бекулешті (рум. Beculești) — село у повіті Олт в Румунії. Входить до складу комуни Кирлогань.
Село розташоване на відстані 153 км на захід від Бухареста, 17 км на північний захід від Слатіни, 34 км на північний схід від Крайови.

## Населення
За даними перепису населення 2002 року у селі проживали 144 особи, усі — румуни. Усі жителі села рідною мовою назвали румунську.